# Anne Besson
Pour les articles homonymes, voir Besson.
Anne Besson, née en 1975, est une chercheuse française, connue pour son travail autour de la littérature de genre, de la science-fiction et de la fantasy et plus généralement des littératures de l'imaginaire, dont elle est spécialiste. Elle est l'autrice de nombreux ouvrages et articles traitant de ces sujets.

## Biographie
Anne Besson est élève de l’École normale supérieure de Fontenay-Saint-Cloud et passe l'agrégation de lettres modernes. Sa thèse de littérature comparée, « "À suivre", cycles romanesques en paralittérature contemporaine, domaines français et anglo-saxon », soutenue en 2001, fait d'elle une des rares personnes à travailler sur cette littérature en France,. Présentée par les médias comme spécialiste de la série Game of Thrones, elle s'y exprime régulièrement,,. Anne Besson soutient son habilitation à diriger des thèses en 2004 avant de devenir professeur de littérature générale et comparée à l’université d'Artois en 2007.
Elle est membre du Centre d'études et de recherches sur les littératures de l’imaginaire, en tant que vice-présidente, et cofondatrice de l’association Modernités médiévales, qui se concentre sur la réception du Moyen Âge dans les arts,.

## Travaux
En 2018, elle dirige un Dictionnaire de la fantasy, qui revient sur les origines entre la révolution industrielle et la Seconde Guerre mondiale et son impact sur la politique, l'écologie ou la vision de l'altérité,. Il découle du MOOC fantasy, où elle anime les trois sessions, et du MOOC sur la science-fiction de la plateforme FUN,. Elle pointe la difficulté de la France à proposer des livres qui trouvent leur public. Cet ouvrage obtient le prix spécial du jury des Imaginales en 2019. 

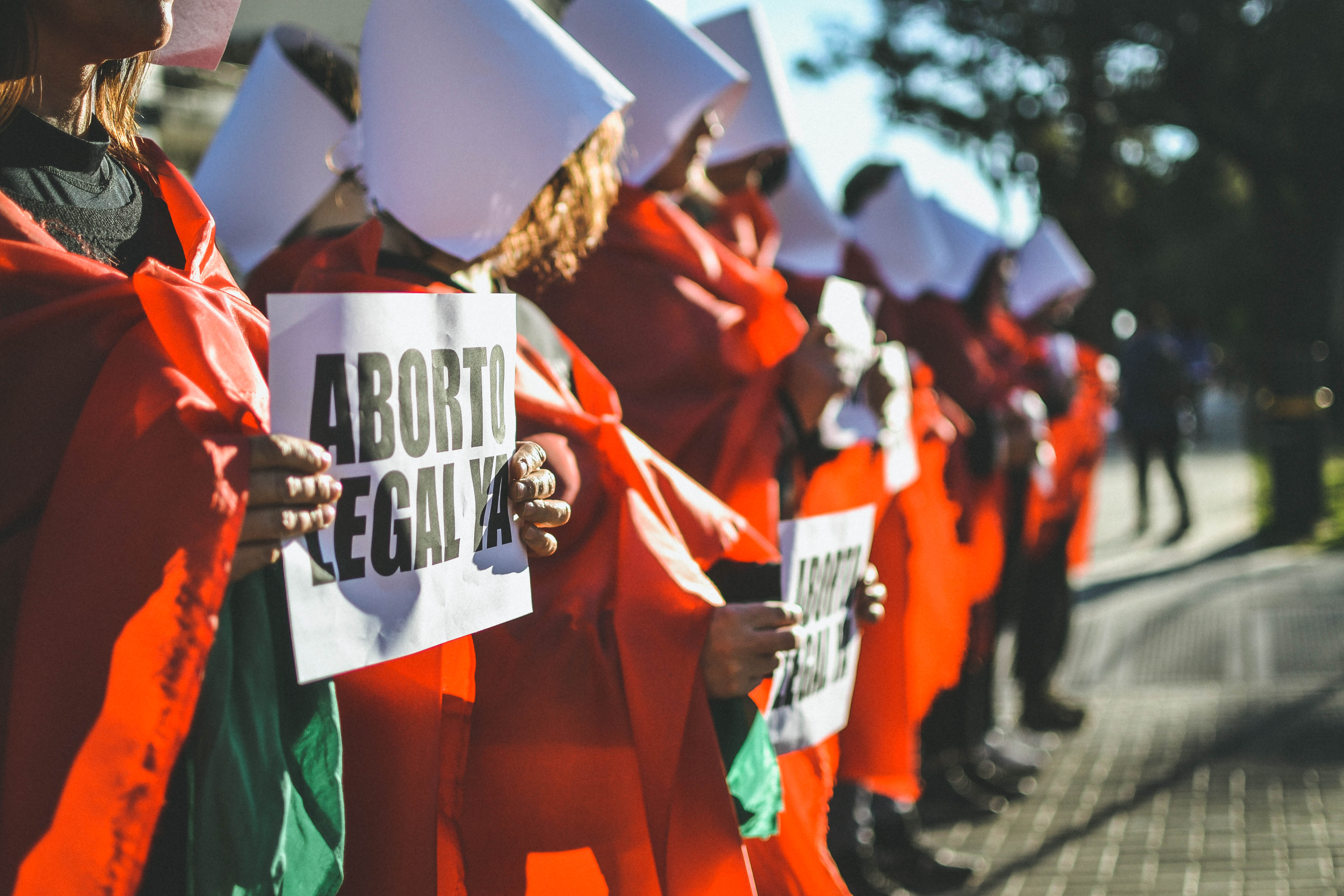
Évocation du livre La servante écarlate lors d'une manifestation en Argentine pour l'avancée des droits reproductifs.

Elle publie en 2021 un livre consacré aux utilisations en politique de la fantasy et science-fiction, Les pouvoirs de l'enchantement. Dans cet essai, elle montre l'influence que les littératures de l'imaginaire comme Le Seigneur des anneaux ou Game of Thrones ont sur la politique actuelle,. 
Ces textes permettent au lectorat de faire un pas de côté de leur monde angoissant, de se construire un inconscient collectif et mieux se projeter dans d'autres perspectives. Une « compensation sociale » qui permet d'ouvrir les horizons,. Leur inscription dans un non-lieu offre aussi plus facilement la possibilité d'y inscrire des notions morales sans paraître moralisant. Anne Besson met en avant que ces œuvres populaires permettent d'offrir une culture commune au moment où religions et syndicats ne permettent plus de former un collectif. Elle pointe l'influence d'Internet dans la coordination des différents lectorat et leur utilisation par les auteurs et autrices pour développer l'univers de leurs livres,. Avec leur démocratisation, le monde politique y fait donc référence, la politique y étant présente et offrant également une formation dans ce domaine, comme dans La Servante écarlate,. 
Elle contribue à diverses publications, certaines en collaboration avec Vincent Ferré et William Blanc, qui étudient des domaines similaires. Sous sa direction et celle de ces deux autres auteurs, elle publie notamment en 2022 un Dictionnaire du Moyen Âge imaginaire, un ouvrage qui se concentre sur le médiévalisme,. Il s'agit du premier ouvrage de ce genre.

## Publications

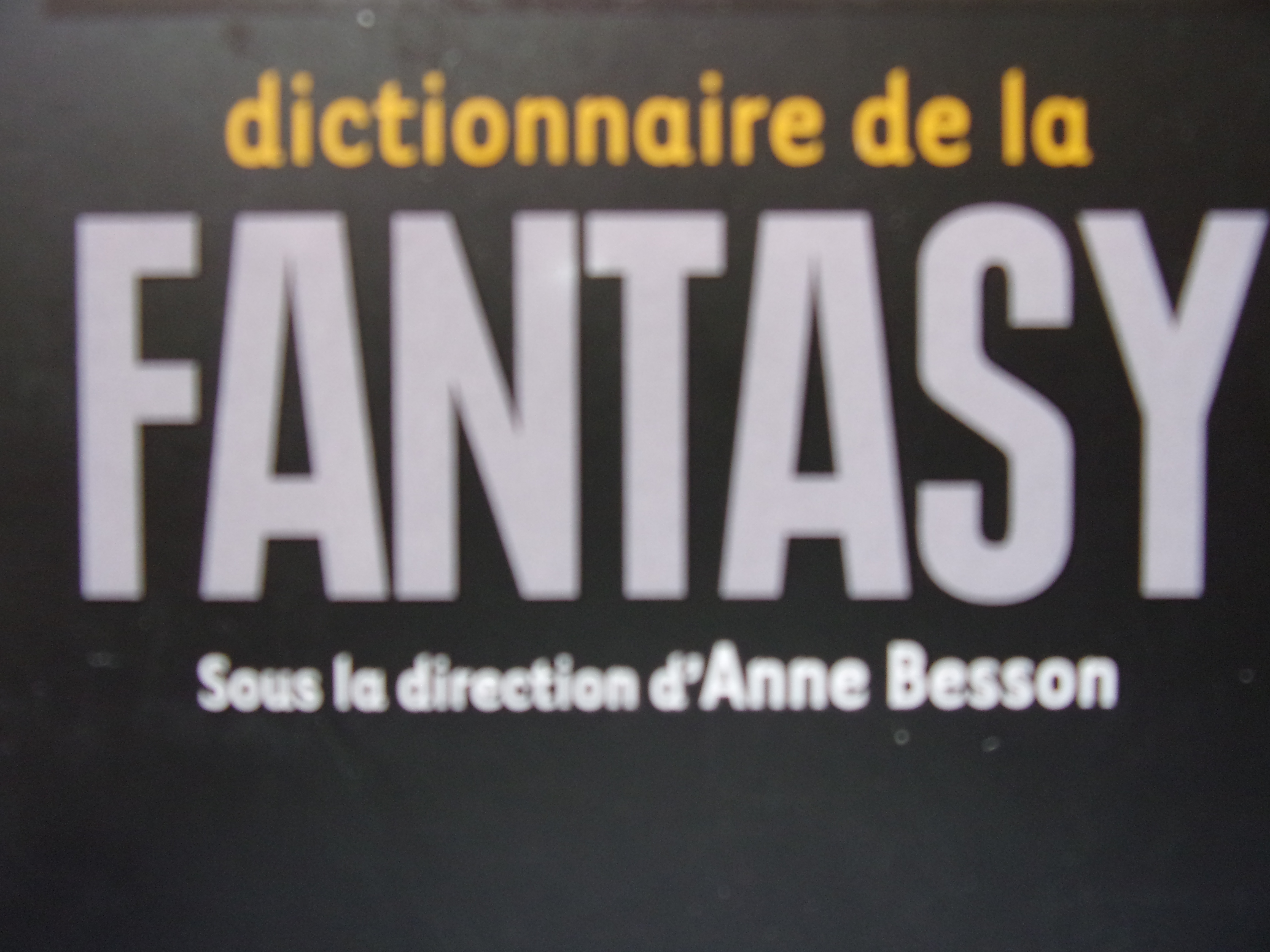
Haut de la page de garde du Dictionnaire de la fantasy paru en 2018.

- D'Asimov à Tolkien : Cycles et séries dans la littérature de genre, CNRS Éditions, 28 octobre 2004, 250 p. (ISBN 978-2-271-06277-2)
- La fantasy, Klincksieck, 18 octobre 2007, 203 p. (ISBN 978-2-252-03638-9)
- Le roi Arthur au miroir du temps : La légende dans l'histoire et ses réécritures contemporaines, Terre de Brume, 31 octobre 2007, 240 p. (ISBN 978-2-843-62363-9)
- Anne Besson (dir.), Vincent Ferré (dir.) et Christophe Pradeau (dir.), Cycle et collection, Éditions L'Harmattan, 27 mars 2008, 412 p. (ISBN 978-2-296-05131-7)
- Anne Besson (dir.), Jean Foucault (dir.), Evelyne Jacquelin (dir.) et Abdallah Mdarhri Alaoui (dir.), Le merveilleux et son bestiaire, Éditions L'Harmattan, 16 mai 2008, 268 p. (ISBN 978-2-296-05750-0)
- Guy Astic (dir.), Anne Besson (dir.), Grégory Bouak (dir.) et Jean Marigny (dir.), Colloque de Cerisy : Autour de Stephen King. L'horreur contemporaine, Bragelonne, 26 septembre 2008 (ISBN 978-2-352-94222-1)
- Séverine Abiker (dir.), Anne Besson (dir.) et Florence Plet-Nicolas (dir.), Le Moyen-Âge en jeu, Bordeaux, Presses universitaires de Bordeaux, coll. « Eidôlon » (no 86), 25 février 2010, 399 p. (ISBN 978-2-903-44086-2)
- Le retour d'Arthur au xxe siècle : Une histoire infinie, Gallimard, coll. « Le Débat » (no 177), 2013 (ISBN 978-2-070-14326-9, DOI 10.3917/deba.177.0133, lire en ligne), p. 133-144
- Anne Besson (dir.) et Evelyne Jacquelin (dir.), Poétiques du merveilleux : Fantastique, Science-fiction, fantasy en littérature et dans les arts visuels, Artois, Artois Presses Université, 5 février 2015, 260 p. (ISBN 978-2-848-32195-0)
- Constellations. Des mondes fictionnels dans l'imaginaire contemporain, CNRS éditions, 7 mai 2015, 558 p. (ISBN 978-2-271-08710-2)
- Anne Besson (dir.), Le nouveau pays des merveilles. Héritage et renouveau du merveilleux dans la culture de jeunesse contemporaine, Strenæ (no 8), 2015 (DOI 10.4000/strenae.1344)
- Anne Besson (dir.), De l’ensemble à la totalité : l’effet de monde dans les littératures de l’imaginaire contemporaines, Belphégor (no 14), 10 octobre 2016 (DOI 10.4000/belphegor.650, lire en ligne)
- Laurent Bazin (dir.), Anne Besson (dir.) et Nathalie Prince (dir.), Mondes fictionnels, mondes numériques, mondes possibles, Rennes, Presses universitaires de Rennes, 1er juillet 2016, 222 p. (ISBN 978-2-753-55237-1)
- Anne Besson (dir.), Dictionnaire de la fantasy, Éditions Vendémiaire, 4 octobre 2018, 441 p. (ISBN 978-2-363-58315-4)
- Anne Besson (dir.), Fantasy et Histoire(s) (Actes du colloque des Imaginales 2018), ActuSF, 16 mai 2019, 438 p. (ISBN 978-2-366-29466-8)
- « L'arbre et la forêt : postérité de Tolkien en fantasy », Revue de la Bibliothèque nationale de France, no 59,‎ 2019, p. 12-21 (DOI 10.3917/rbnf.059.0012, lire en ligne)
- « « Forever young » ? La mortalité comme fin heureuse dans la fantasy jeunesse contemporaine », Revue des lettres modernes, Paris, Caen, vol. 2,‎ 2019 (ISSN 0035-2136)
- « La fantasy et les légendes médiévales », Historia, Le Point,‎ 2019 (ISSN 1270-0835)
- Les pouvoirs de l'enchantement : Usages politiques de la fantasy et de la science-fiction, Éditions Vendémiaire, 7 janvier 2021, 224 p. (ISBN 978-2-363-58354-3)
- Anne Besson (dir.), Game of Thrones, un nouveau modèle pour la fantasy ? (Actes du colloque des Imaginales 2020), ActuSF, 22 octobre 2021, 412 p. (ISBN 978-2-376-86417-2)
- Anne Besson (dir.), William Blanc (dir.) et Vincent Ferré (dir.), Dictionnaire du Moyen Âge imaginaire : le médiévalisme, hier et aujourd'hui, Paris, Éditions Vendémiaire, coll. « Dictionnaires », 22 septembre 2022, 464 p. (ISBN 978-2-36358-389-5, présentation en ligne).
- Les littératures de l'imaginaire, Clermont-Ferrand, Presses universitaires de Clermont, coll. « L'Opportune », 17 novembre 2022 (ISBN 978-2-383-77077-0)